# Kiełpiny (Grande-Pologne)
Pour les articles homonymes, voir Kiełpiny.
Kiełpiny (prononciation : [kʲɛu̯ˈpinɨ]) est un village polonais de la gmina de Siedlec dans le powiat de Wolsztyn de la voïvodie de Grande-Pologne dans le centre-ouest de la Pologne.
Il se situe à environ 4 kilomètres au nord-est de Siedlec (siège de la gmina), à 6 kilomètres au nord*ouest de Wolsztyn (siège de la gmina et du powiat) et à 65 kilomètres au sud-ouest de Poznań (capitale régionale).

## Histoire
De 1975 à 1998, le village faisait partie du territoire de la voïvodie de Zielona Góra.

Depuis 1999, Kiełpiny est situé dans la voïvodie de Grande-Pologne.
Le village possède une population de 666 habitants en 2014.